# النسوية في فرنسا

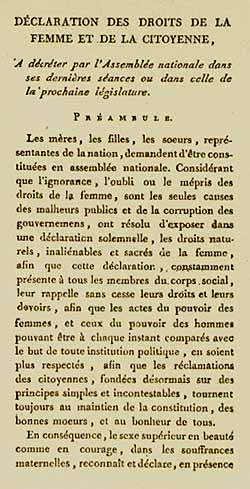

النسوية في فرنسا هي تاريخ الفكر النسوي، وتاريخ الحركات النسوية في فرنسا. يمكن تقريبًا تقسيم النسوية في فرنسا إلى ثلاث موجات: نسوية الموجة الأولى، وتبدأ منذ الثورة الفرنسية إلى قيام الجمهورية الثالثة، وقد كانت الموجة الأولى تهتم أساسًا بحقوق المرأة في الاقتراع والحقوق المدنية. وقد جاءت مساهمات كبيرة من الحركات الثورية للثورة الفرنسية في عام 1848، ومن الثورة الفرنسية الرابعة، وبلغت ذروتها في عام 1944 عندما حصلت المرأة على حق التصويت.
بدأت الموجة الثانية للنسوية في أربعينيات القرن العشرين كإعادة تقييم لدور المرأة في المجتمع، ومن أجل إصلاح المعاملة المتدنية للمرأة، وذلك على الرغم من أنها تتساوي ظاهريًا مع الرجل من حيث الوضع السياسي. وبريادة منظرين مثل سيمون دي بوفوار؛ فإن الموجة النسوية الثانية كانت تمثل تيارًا هامًا في الاضطرابات الاجتماعية التي سبقت وتلت أحداث مايو 1968 في فرنسا. وقد شملت الأهداف السياسية ضمان زيادة الاستقلالية الجسدية للمرأة بزيادة فرص الحصول على الإجهاض وتحديد النسل.
تواصل الموجة الثالثة للنسوية منذ العقد الأول من القرن الحادي والعشرين إرث الموجة الثانية، مع إضافة مبادئ ومقومات من نسوية ما بعد الاستعمار، كذلك تتناول حقوق المرأة جنبًا إلى جنب مع الخطابات الدائرة الأخرى، لا سيما تلك المحيطة بالعنصرية.

## الموجة النسوية الأولى

### الثورة الفرنسية
في نوفمبر 1789، في بداية الثورة الفرنسية، وُجهت عريضة المرأة إلى الجمعية الوطنية ولكنها لم تُناقش. وعلى الرغم من ظهور حركات نسوية مختلفة خلال الثورة، إلا أن معظم السياسيين قد اتبعوا نظريات الفيلسوف «جان جاك روسو» كما وردت في إميل، والتي حصرت أدوار النساء في أدوار الأم والزوجة. ويعد الفيلسوف كوندورسيه استثناءً بارزًا، إذ دعا إلى المساواة في الحقوق بين الجنسين.
أسس كلود دانسارت رابطة «الأخوة من الجنسين» عام 1790. وقد تضمنت أفرادًا بارزين مثل إيتا بالم أوف آلدرز، جاك-رينيه ايبير، لويز فيليسيت دي كيراليو، بولين ليون آن جوزاف دو ميريكور، مدام رولاند، تيريزا كاباروس، وميرلين دي تيونفيل. في العام التالي، نشرت «أوليمب دو غوج» إعلان حقوق المرأة والمواطنة. وكانت رسالة موجهة إلى الملكة «ماري أنطوانيت» تطالب باتخاذ إجراءات لصالح حقوق المرأة. أُعدمت «أوليمب دو غوج» بالمقصلة بعد عامين، وذلك بعد أيام من إعدام الجيروندين.
في فبراير 1793، أنشأت «بولين ليون» و«كلير لاكومب» جمعية الجمهوريين الثوريين المستقلة للنساء؛ وقد ضمت نحو مئتي عضو. ولقد اعتبرهم المؤرخ دانييل غيران: فئة نسوية من المتقاعدين «الغاضبين» الذين شاركوا في سقوط الجيرونديين. وقد دعت لاكومب إلى تزويد النساء بالأسلحة. ومع ذلك، حظرت الحكومة الثورية هذه الجمعية في العام التالي.

### من إعادة البناء إلى الجمهورية الثانية
توسعت الحركة النسوية مرة أخرى من خلال الحركات الاشتراكية للجيل الرومانسي، ولا سيما في صفوف القديسين السيمونيين الباريسيين. تبنت النساء أنماط حياة جديدة، الأمر الذي أدى إلى إثارة سخط الرأي العام. وقد طالبن بالمساواة في الحقوق وشاركن في النشاط الأدبي، مثل الكتيب النسوي «نداء امرأة للناس بشأن حق المرأة في الانتخاب» (1833) الذي ألفته كلير ديمار. من ناحية أخرى، كانت نظرية تشارلز فورييه الاشتراكية الخيالية عن المشاعر تدعو إلى «الحب الحر». وقد أخذ ذلك في الاعتبار بشكل واضح في هندسة مدينته الفاضلة «فلانستير»، وذلك من أجل تحرير المرأة.
أعادت «استعادة بوربون» حظر الطلاق في عام 1816. عندما قيدت ملكية يوليو الحقوق السياسية لأغلبية السكان، فعاد النضال النسوي إلى النضال الجمهوري والاشتراكي من أجل إقامة «جمهورية ديمقراطية واجتماعية»، الأمر الذي أدى إلى ثورة 1848 وإعلان الجمهورية الثانية. أصبحت ثورة 1848 فرصة مناسبة للتعبير العلني للحركة النسوية، التي نظمت نفسها من جديد في مختلف الجمعيات. أدت الأنشطة السياسية للمرأة إلى نفي العديد منهن؛ مثلما حدث مع جماعة «فورتي إيترز.»

### حقوق أخرى للمرأة
أصبحت أولغا بيتيت، المولودة لشينا ليا- بالاشوفسكي، والتي يشار إليها أيضًا باسم سونيا أولغا بالاشوفسكي- بيتيت، أول محامية في فرنسا في 6 ديسمبر 1900.
أُلغيت السلطة الزوجية في عام 1938. ومع ذلك، فإن الإلغاء القانوني للمبدأ الخاص بالسلطة الزوجية لا يمنح المرأة المتزوجة بالضرورة نفس الحقوق القانونية التي يتمتع بها زوجها (والشأن ذاته فيما يخص المرأة غير المتزوجة) كما هو الحال في فرنسا، إذ أُلغيت بشكل تدريجي التبعية القانونية للزوجة (التي جاءت أساسًا من قانون نابليون)، ولم تحصل المرأة على المساواة الكاملة في الزواج إلا في ثمانينات القرن العشرين.